# Zlatý chlum
Zlatý chlum, často psaný též Zlatý Chlum (německy Goldkoppe; 892 m n. m.) je vrchol v České republice ležící v Zlatohorské vrchovině zhruba 2,5 km vsv. od okresního města Jeseník. Často uváděná výška 875 m se týká kóty při rozhledně. Vlastní vrchol hory se však nalézá od věže asi 200 m jihovýchodně a dle základní topografické mapy ČR 1 : 5 000 dosahuje výšky 891,7 m n. m.
Poblíž vrcholu se nachází rozhledna, otevřená roku 1899, s výhledem na Jeseníky a do Polska. Okolo Zlatého chlumu vede Hornická naučná stezka.
Vrchol hory a severní polovina včetně rozhledny katastrálně přísluší k obci Česká Ves, jižní část spadá pod obec Mikulovice, západní úbočí kolem Turistického pramene pak k městu Jeseník.